# Fouronnes
Fouronnes là một xã của Pháp,tọa lạc ở tỉnh Yonne trong vùng Bourgogne.
Fouronnes có diện tích 17,79  km², dân số năm 1999 là 131 người.

## Hành chính
| Danh sách các thị trưởng               |           |              |      |         |
| Giai đoạn                              | Giai đoạn | Tên          | Đảng | Tư cách |
| tháng 3 năm 2001                       |           | Guy Thibault |      |         |
| Tất cả các dữ liệu trước đây không rõ. |           |              |      |         |

## Thông tin nhân khẩu
| Năm | 1962 | 1968 | 1975 | 1982 | 1990 | 1999 |
| --- | ---- | ---- | ---- | ---- | ---- | ---- |
| Dân số | 167  | 183  | 161  | 140  | 130  | 131  |
| From the year 1962 on: No double counting—residents of multiple communes (e.g. students and military personnel) are counted only once. |      |      |      |      |      |      |